# 迪爾 (肯特郡)
迪爾（Deal）是英格蘭肯特郡的一個城鎮，臨英吉利海峽，是一個海濱度假地。

## 友好城市
- 法國 圣奥梅尔